# Ekonazol/triamcinolon
Ekonazol/triamcinolon je kombinacija lekova koja se sastoji od ekonazola (imidazolnog antifungala) i triamcinolona (topikalni steroid grupe III).
On se koristi kao topikalni krem protiv gljivičnih infekcija kože, uključujući Trichophyton interdigitale, Trichophyton rubrum, Epidermophyton floccosum i Candida albicans.